# Gora automatikoa
Gora automatikoa és una pel·lícula d'animació espanyola del 2021 dirigida per Esaú Dharma, David Galán Galindo i Pablo Vara. Encara que el títol suggereix el contrari, no és una pel·lícula basca, ni és una pel·lícula elaborada al País Basc.

## Sinopsi
La pel·lícula narra la història d'un director de cinema fracassat, David Galindo, que s'uneix a dos dels seus vells amics, Pablo Vara, que treballa a una funerària, i Esaú Dharma, un artista pedant amb pretensions, per guanyar un Premi Goya de manera automàtica, inspirat en el que va guanyar La gallina turuleca en l'edició dels XXXV Premis Goya.

## Producció
Els autors van canviar el títol de Goya a Gora per tal d'evitar problemes amb l'Acadèmia i perquè, segons ells, les pel·lícules basques són les més nominades. Fou estrenada el 17 de desembre de 2021.

## Crítiques
| «                            | "Animació carregada precisament d'allò que pretén criticar: la broma, el superficial, el no-res. (...) tot acaba devorant-se a si mateix en aquest afany per ser el més ‘meta’ possible i donar-li a tot la volta. (…) Puntuació: ★½ (sobre 5)" | » |
| — David Pardillos: Cinemanía | |   |

## Premis
| Any  | Premi                  | Categoria                    | Nominat                                       | Resultat | Ref   |
| ---- | ---------------------- | ---------------------------- | --------------------------------------------- | -------- | ----- |
| 2022 | XXXVI Premis Goya      | Millor pel·lícula d'animació | Esaú Dharma, David Galán Galindo i Pablo Vara | Pendent  | [ 5 ] |
| 2022 | 77nes Medalles del CEC | Millor pel·lícula d'animació | Esaú Dharma, David Galán Galindo i Pablo Vara | Nominat  | [ 6 ] |